# منتخب بابوا غينيا الجديدة لسباعيات الرغبي
منتخب بابوا غينيا الجديدة لسباعيات الرغبي (بالإنجليزية: Papua New Guinea national rugby sevens team)‏ هو ممثل بابوا غينيا الجديدة الرسمي في المنافسات الدولية في سباعيات الرغبي .

## وصلات خارجية
- الموقع الرسمي